# Катио (тауншип, Миннесота)
Катио (англ. Kathio) — тауншип в округе Мил-Лакс, Миннесота, США. На 2000 год его население составило 1309 человек.

## География
По данным Бюро переписи населения США площадь тауншипа составляет 188,1 км², из которых 109,8 км² занимает суша, а 78,2 км² — вода (41,59 %).

## Демография
По данным переписи населения 2000 года здесь находились 1309 человек, 483 домохозяйства и 339 семей.  Плотность населения —  11,9 чел./км².  На территории тауншипа расположено 780 построек со средней плотностью 7,1 построек на один квадратный километр. Расовый состав населения: 43,70 % белых, 0,15 % афроамериканцев, 54,39 % коренных американцев, 0,08 % азиатов, 0,15 % — других рас США и 1,53 % приходится на две или более других рас. Испанцы или латиноамериканцы любой расы составляли 0,84 % от популяции тауншипа.
Из 483 домохозяйств в 30,4 % воспитывались дети до 18 лет, в 38,9 % проживали супружеские пары, в 22,4 % проживали незамужние женщины и в 29,8 % домохозяйств проживали несемейные люди. 25,3 % домохозяйств состояли из одного человека, при том 10,6 % из — одиноких пожилых людей старше 65 лет. Средний размер домохозяйства — 2,70, а семьи — 3,21 человека.
31,8 % населения — младше 18 лет, 8,3 % — в возрасте от 18 до 24 лет, 23,9 % — от 25 до 44, 21,9 % — от 45 до 64, и 14,1 % — старше 65 лет. Средний возраст — 35 лет. На каждые 100 женщин приходилось 98,9 мужчин.  На каждые 100 женщин старше 18 приходилось 100,7 мужчин.
Средний годовой доход домохозяйства составлял 26 719 долларов, а средний годовой доход семьи —  31 989 долларов. Средний доход мужчин —  25 417  долларов, в то время как у женщин — 20 625. Доход на душу населения составил 13 690 долларов. За чертой бедности находились 21,6 % семей и 24,7 % всего населения тауншипа, из которых 38,3 % младше 18 и 8,2 % старше 65 лет.